# Jakob Potočnjak
Jakob Potočnjak (1866. – 1885.), hrvatski graditelj orgulja koji je djelovao u Rijeci  i Zadru.  Stilski je djelovao pod utjecajem talijanskih graditelja, s naglaskom na mletačke.
Sagradio je orgulje u Ličkom Lešću, Silbi, popravio orgulje u Tisnom i napravio je neki zahvat na orguljama braće Giacobbi u novoj crkvi BDM u Šibeniku.
Predstavljao se kao nasljednik Franje Gulića.